# Alexander Staudinger
Alexander Karl Hermann Ernst Staudinger (* 25. Juni 1855 in Höhnscheid (Gehöftgruppe in Bad Arolsen); † 11. März 1923 in Viermünden (Landkreis Waldeck-Frankenberg)) war ein deutscher Ökonom und Abgeordneter des Provinziallandtages der preußischen Provinz Hessen-Nassau.

## Leben
Alexander Staudinger wurde als Sohn des Gutspächters Julius Joseph Staudinger und dessen Ehefrau Luise Friederike Mogk geboren. Nach dem Abitur am Gymnasium in Büdingen absolvierte er ein landwirtschaftliches Praktikum, studierte an der Martin-Luther-Universität Halle-Wittenberg Ökonomie und war auf dem elterlichen Hof in  Thalitter beschäftigt. 1882 pachtete er das landgräfliche Gut in Viermünden.
Er war Mitglied des Vorstandes der Landwirtschaftskammer Kassel und hier auch im Ausschuss für Rindviehzucht, Vorsitzender des landwirtschaftlichen Kreisvereins des Kreises Frankenberg. Über Jahre gehörte er dem Kreistag des Kreises Frankenberg an.
Von 1899 bis 1919 hatte er einen Sitz im Kurhessischen Kommunallandtag des Regierungsbezirks Kassel, aus dessen Mitte er ein Mandat für den Provinziallandtag der Provinz Hessen-Nassau erhielt.
Staudinger heiratete am 28. September 1882 Louise Hermine Auguste Clara Eigenbrodt. Aus der Ehe ging die Tochter Mathilde Henriette Karola (* 1883, ⚭ Friedrich Hartwig, Abgeordneter) hervor.

## Auszeichnungen
- 1908 Erster Landwirt als Königlicher Ökonomierat